# 佐々木正利
佐々木正利（ささき・まさとし）は日本のテノール歌手及び指揮者。岩手県盛岡市出身。現在、岩手大学名誉教授。二期会会員、同バッハ・バロック研究会講師。日本声楽発声学会会長、日本音楽表現学会会長諮問委員他、複数の学会の要職を務める。盛岡市文化振興事業団理事。盛岡バッハ・カンタータ・フェライン、仙台宗教音楽合唱団、岡山バッハ・カンタータ協会、東京21合唱団、佐々木正利バッハコア、バッハアンサンブル富山、東北大学混声合唱団、岩手大学合唱団などの指揮者を歴任。山響アマデウスコア、豊中市民第九合唱団、各音楽監督。熊友会ヴォーカル・アンサンブル代表。これまで岩手大学補導協議会議長、岩手大学教育学部附属小学校長、東北文化学園大学特任教授等も歴任している。

## 略歴
東京芸術大学音楽学部声楽科卒業。同大学院音楽研究科修士課程独唱専攻及び博士後期課程修了。故須賀靖元（声楽）、故服部幸三（音楽学）、小林道夫（演奏法）、故森晶彦（発声法）、故松本民之助（作曲）、故岳藤豪希（宗教音楽）の各氏に師事する。
　1973年にバッハ『クリスマス・オラトリオ』の福音史家で楽壇デビューして以来、バッハをはじめとする宗教音楽のスペシャリストとして揺るぎない地位を得ている。1979年シュトゥットガルトに渡りL.フィッシャー教授に師事。1980年第６回ライプツィヒ国際バッハコンクール声楽部門第５位入賞。同年より1982年までデットモルト北西ドイツ音楽大学に学び、H.クレッチマール教授に師事。在独中は欧州各国の演奏会に招かれ、特に1980年ウイーン楽友協会ホールでの『マタイ受難曲』では「若き日のP・シュライヤーを彷彿させる」と新聞各紙で絶賛される。
　帰国後もライプツィヒ・ゲヴァントハウス管弦楽団、ロイヤル・コンセルトヘボウ管弦楽団、ベルリン交響楽団、国立ブカレスト交響楽団、NHK交響楽団等、世界、日本の著名オーケストラのソリストとして度々起用され、K.マズア、H.シュタイン、H.ブロムシュテット、小沢征爾、R.シャイー等、世界を代表する数々の指揮者と共演。また宗教音楽の世界的権威、名指揮者であるH.リリング、H.J.ロッチュ、M.コルボ、 R.ヤコブス等率いる、シュトゥットガルト・バッハ合奏団、ゲヒンゲン聖歌隊、聖トマス教会聖歌隊、RIAS室内合唱団等の演奏会に度々出演し、高い評価を受けている。特に世界的バッハ指揮者H.ヴィンシャーマン率いるドイツ・バッハゾリステンの演奏会には、ソリストとしてだけでなく自身が育てた合唱団も度々共演し、その歌唱力、合唱指導力によって絶大な信頼を勝ち得ている。1979年、1985年ザルツブルグ音楽祭に招聘され、モーツァルテウム管弦楽団、ベルリン聖へドヴィヒ聖歌隊等と、バッハ『マニフィカート』、モーツァルト『戴冠ミサ』等を共演し好評を博した。在独中オペラでは、ヴェストファーレン州立歌劇場等で、『コジ・ファン・トゥッテ』のフェランド、『フィデリオ』のヤッキーノ、スカルラッティ『グリゼルダ』のコッラード役で出演。現在までリサイタル44回を数え、DVD、CD等も多数リリース、またテレビ、FM等にも度々出演している。
　1970年東京芸術大学バッハ・カンタータ・クラブの創設に携わり、多くの後進を育てると共に指揮者としての活動を開始。以後約50数年に亘って主に宗教曲の演奏に冴えをみせ、そのいずれもが名演の誉れ高い。特に盛岡バッハ・カンタータ・フェライン、仙台宗教音楽合唱団、岡山バッハ・カンタータ協会等を率いての20数回に亘るヨーロッパ公演では「シュッツ、バッハの世界的担い手」とした最大級の賛辞が新聞各紙に掲載され、1993年のヴィンシャーマンとの『マタイ受難曲』では、「マタイ演奏史上、最も特筆されるべき演奏の一つ」、また1995年のJ.ツィルヒ指揮ニュルンベルク交響楽団とのハイドン『天地創造』では「音楽と言葉との見事なまでの融合」とその音楽作りが絶賛された。
　1987、88年には、リリング音楽監督のバッハ・アカデミーにてTen.マスタークラスの講師を務め、コダーイ・サマースクールや古楽サマースクール等でも指導講師に招かれるなど、その指導力については世界的に定評がある。門下生として世界の歌劇場で活躍する国際的歌手、オラトリオ・リート歌手、大学教授等音楽指導者を多数輩出しており、コンクール優勝者等も数多い。また長年にわたって全日本合唱コンクールやNHK全国学校音楽コンクールの全国大会の審査員を務めている。

　1994年長年にわたる顕著な演奏・教育の業績に対し、第47回岩手日報文化賞（学芸部門）が贈られ、2011年には日独交流150周年を記念して、ドイツ大使館より日独友好賞（功労賞）が授与された。2024年6月には世界の著名なバッハ演奏家たちがバッハ演奏を繰り広げるライプツィヒ・バッハ音楽祭に招かれ、バッハ・カンタータ・フェライン東日本(盛岡・仙台・山形の合唱団有志で組織)を率いて、カンタータ3曲を演奏、世界から絶賛された。